# Рендаку
Рендаку (яп. 連濁, дослівний переклад. "дзвінке звучання у послідовності") — явище в морфонології японської мови, що змінює глухе звучання на дзвінке у першому приголосному звуці у наступній не першій частині складеного слова або слова із префіксом. В сучасній японські мові, рендаку є загальним явищем, але іноді є непередбачуваним у застосуванні при прочитанні деяких слів, бо можуть бути винятки і додаткові правила.
При написанні кандзі наявність рендаку явним чином не вказується, але однозначним чином записується при використанні кана абеток, за допомогою симовола дакутен (знак що позначає голосні звуки).

## Приклади
Рендаку зустрічається у наступних словах японської мови:
ひと + ひと → ひと-びと (人々) (знак повторення)
хіто + хіто → хітобіто («людина» + «людина» → «люди»)
とき + とき → とき-どき
токі + токі → токідокі («час» + «час» → «іноді»)
て + かみ → て-がみ
те + камі → теґамі («рука» + «папір» → «лист»)
はな + ひ → はな-び
хана + хі → ханабі («квітка» + «вогонь» → «феєрверк»)
はな + ち → はな-ぢ
хана + ті → ханадзі («ніс» + «кров» → «кровотеча з носа»)
こころ + つかい → こころ-づかい
кокоро + цукаі → кокородзукаі («серце» + «використання» → «міркування», «увага», «продуманість»)